# Геркулесовы столбы

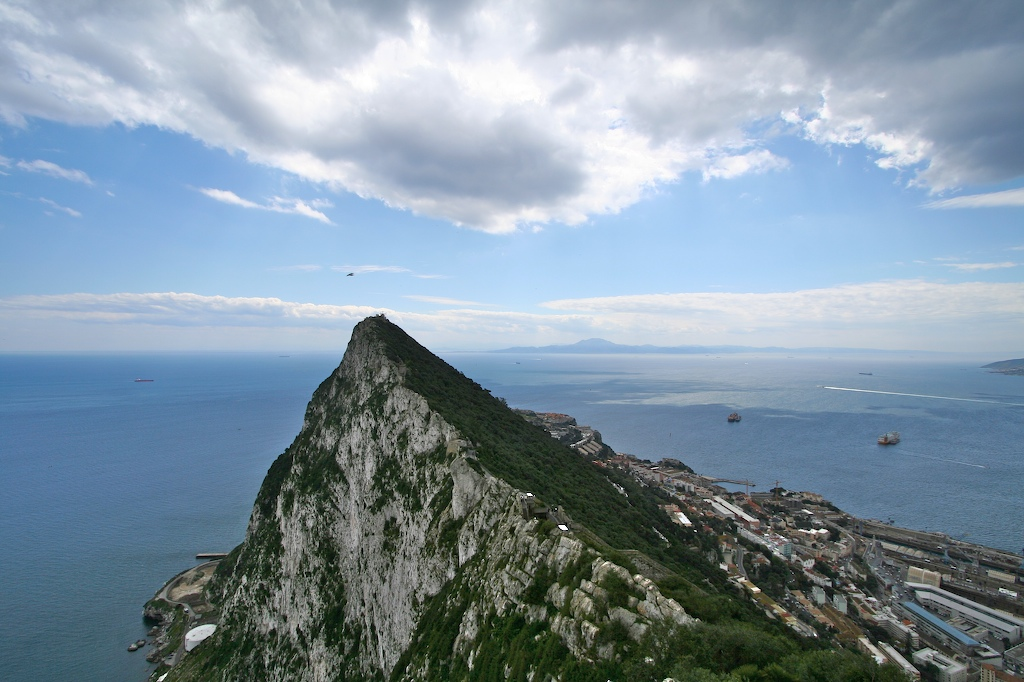
Геркулесовы столбы — Гибралтарская скала (на переднем плане) и горы Северной Африки (на заднем)

Геркуле́совы столбы́ или столпы (лат. Columnae Herculis) — название, использовавшееся в Античности для обозначения высот, обрамляющих вход в Гибралтарский пролив. 
Северная скала (со стороны Европы) — это Гибралтарская скала (расположенная во владении Великобритании Гибралтар), а в качестве южного столба (со стороны Северной Африки) выступает либо гора Джебель-Муса в Марокко, либо гора Абила, расположенная рядом с Сеутой.

## Название

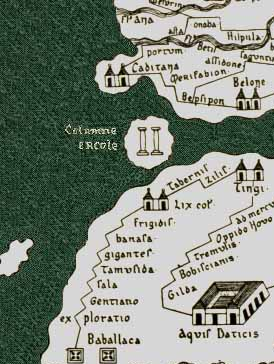
Предполагаемый вид потерянной западной части Пейтингеровой таблицы, на которой показаны Геркулесовы столбы (Columne Ercole).

Греческие мифы, заимствованные сначала этрусками, а затем — римлянами, повествуют о 12 подвигах Геракла, одним из которых было похищение коров великана Гериона. В самом раннем источнике, где упоминается этот сюжет, Страбон, цитируя Пиндара, сообщает, что в ходе своего путешествия на запад Геракл отметил самую дальнюю точку своего маршрута. Эта точка и служила границей для мореплавателей в античную эпоху, поэтому в переносном смысле «геркулесовы столбы» — это край света, предел мира и выражение «дойти до геркулесовых столбов» означает «дойти до предела».
Некоторые римские источники утверждают, что когда на пути у Геракла встали Атласские горы, он не стал взбираться на них, а пробил себе путь насквозь, таким образом проложив Гибралтарский пролив и соединив Средиземное море с Атлантическим океаном. Две горы, образовавшиеся по берегам пролива, стали именоваться именем героя. Диодор Сицилийский же, напротив, утверждал, что Геракл не пробил перешеек, а наоборот, сузил уже существовавший канал, чтобы чудовища из океана не могли попасть в Средиземное море.
Если верить Платону, мифическая Атлантида располагалась за Геркулесовыми столбами, что фактически, помещало ее в царство неизвестного. Ренессансная традиция гласит, что на столбах было предупреждение Ne plus ultra (также Non plus ultra — «ничего дальше»), что служило предупреждением для моряков и штурманов, чтобы они не шли дальше.

## Столбы как колонны
По словам Платона, на Гибралтарской скале и скале Абила были установлены две статуи на высоких колоннах, представлявшие собой своеобразные ворота из Средиземного моря в Атлантику. В 711 году арабский полководец Тарик ибн Зияд, который во главе большой армии переплыл Гибралтарский пролив, велел «во славу Аллаха» разрушить статуи вместе с колоннами. Утверждается, что значок доллара ($) представляет собой стилизованное изображение Геркулесовых столбов, обвитых мифическим змеем Пифоном.
Две колонны имеются на гербе Испании, куда они перешли с эмблемы императора Карла V.

## Упоминание у финикийцев
За Гибралтарским проливом финикийцы основали несколько крупных колоний на территории современного Марокко. Так возникли торговые города Ликсус, Шелла и Могадор.
Древний историк Страбон описывает самый западный тирский храм Мелькарта, расположенный недалеко от современного Кадиса, называя его храмом Геракла Тирского. Финикийцы называли Гибралтар столпы Мелькарта, откуда, вероятно, и произошло его греческое название. Страбон отмечает, что люди, посещавшие этот храм, утверждали, что две бронзовые колонны в храме являются настоящими колоннами Геркулеса. Однако, по мнению историка, это было обманом.
Сирийские ученые знали о Столпах из переводов греческих научных работ на арабский и сирийский языки. В сирийском сборнике знаний, известном как Ktaba d’ellat koll 'ellan («Причина всех причин») утверждалось, что было три, а не два столба.

## Novum OrganumФрэнсиса Бэкона
Геркулесовы столпы можно увидеть на титульной странице незаконченной работы Фрэнсиса Бэкона «Инстурацио Магна» 1620 года. Размещенный между столпов девиз гласит: «Multi pertransibunt et augebitur scientia» («Много поколений пройдут, и знания процветут»).

## Упоминания в произведениях культуры
- В «Божественной комедии» Данте Алигьери упоминает путешествие Одиссея к Геркулесовым столбам.
- У Александра Городницкого есть песня, называющаяся «Геркулесовы столпы», которая, в частности, входила в репертуар и исполнялась Аркадием Северным.
- По Аристотелю, Геркулесовы столпы ранее назывались столпами Бриарея[8].

## Символика

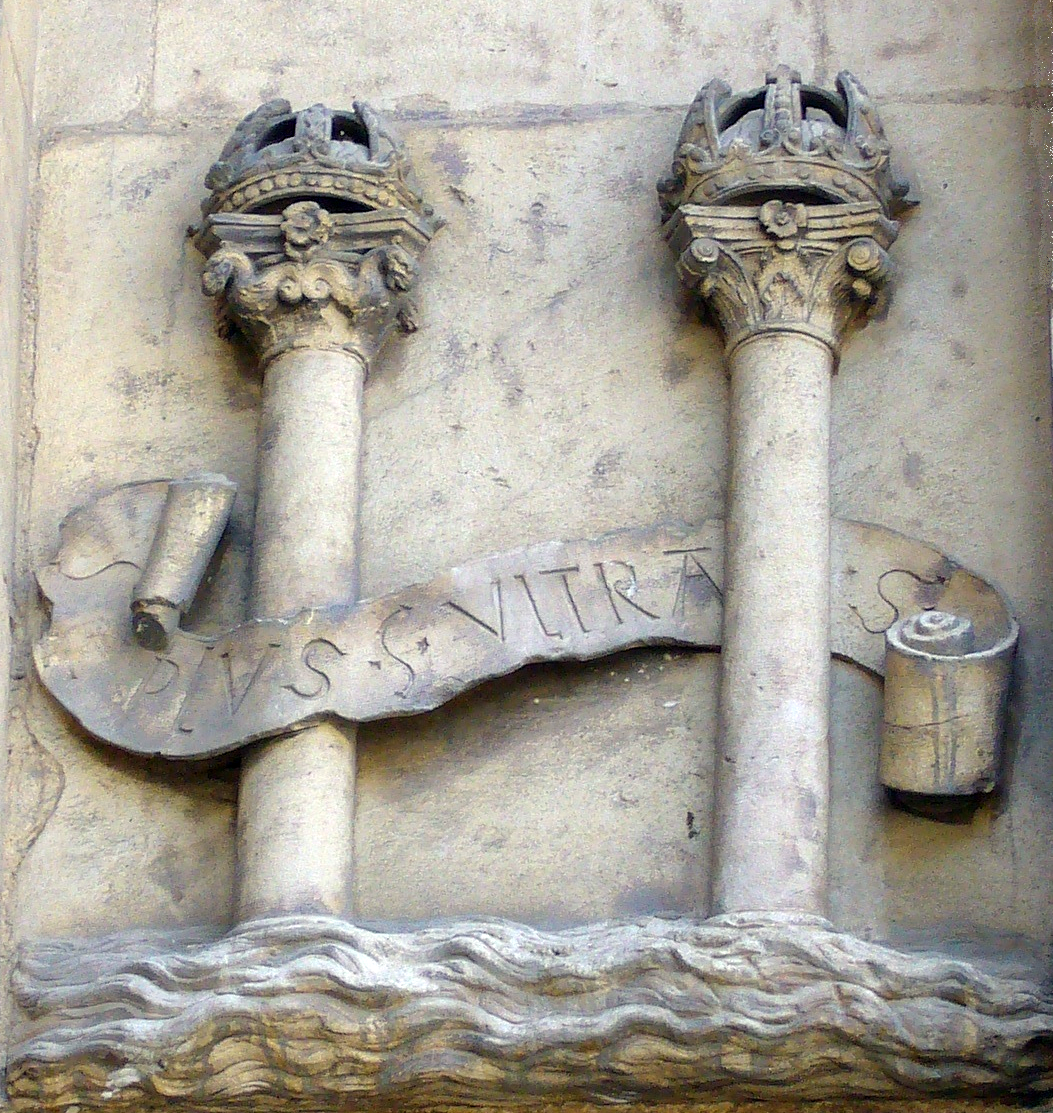
Эмблема императора Карла V на здании муниципалитета Севильи.
Герб Испании с двумя колоннами.
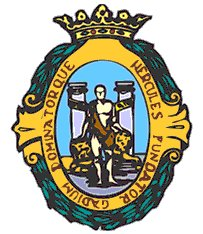
Герб Кадиса
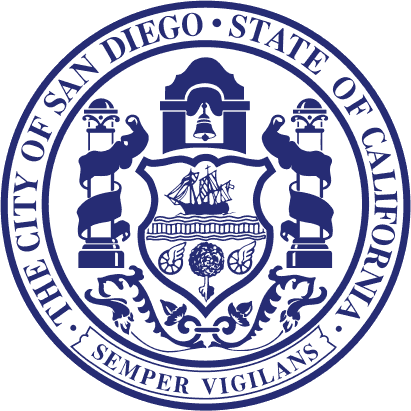
Печать города Сан-Диего (Калифорния)
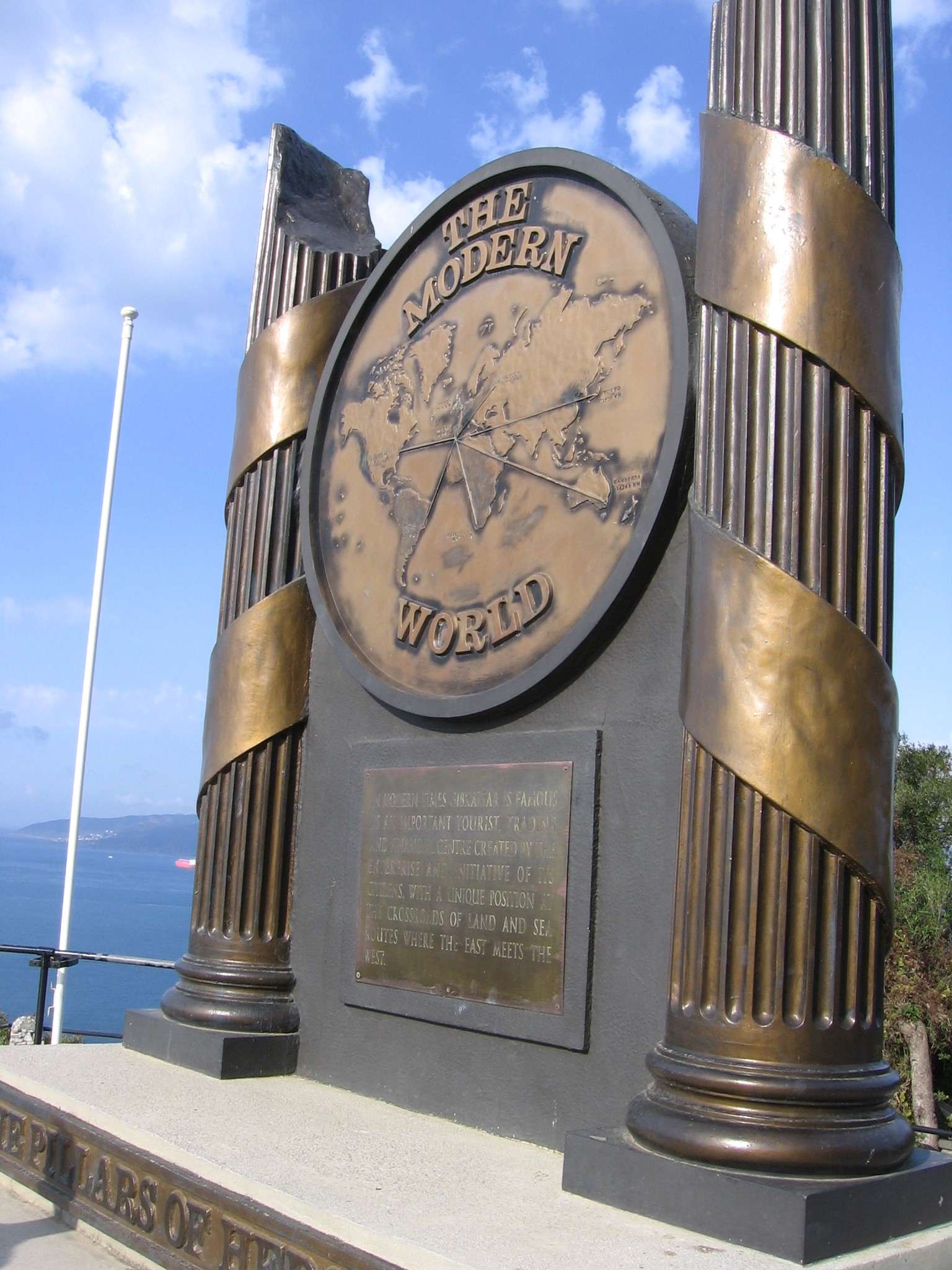